# Marina Orlova
Marina Orlova (en ruso: Марина Орлова; Arzamas, óblast de Nizhni Nóvgorod, 10 de diciembre de 1980) es una filóloga rusa (aunque principalmente es etimóloga), conocida por su canal de YouTube HotForWords y una página web correspondiente. También presenta un programa bi-semanal de radio en Maxim Radio en Sirius Satellite Radio.

## Carrera
En un principio, la idea de Orlova era convertirse en modelo. Realizó dos sesiones fotográficas, pero no tuvo éxito ya que la aseguraron que su altura (1,65 metros) era insuficiente para ser modelo. Pese a ello, Orlova pudo participar en la película Ocean's Thirteen como extra.

### HotForWords
Orlova comenzó con la idea de crear sus vídeos/episodios de lingüística en YouTube como un mero pasatiempo en febrero de 2007. Para ello, Orlova pensó que lo mejor sería «vestir sexy y hablar sobre palabras». En dos meses el canal de Orlova contaba con una audiencia regular de 100.000 internautas y seis meses más tarde alcanzó el millón de visitas. El tema de los videos de Orlova en YouTube, que comienzan con el lema «La inteligencia es sexy», y de su sitio web es informar sobre el origen de palabras en inglés. Algunas de sus entradas de palabras comunes se centran en la vida cotidiana como la ironía y el bien, mientras que otras se ocupan de largos y raros trabalenguas como floccinaucinihilipilification y antidisestablishmentarianism o de traducir partes del videojuego Grand Theft Auto IV —en el que hay muchas escenas donde los personajes hablan ruso— al inglés e, incluso, hallar el origen del término cóctel Molotov que aparece en el videojuego. Sin embargo, en un editorial del Moscow Times se señaló que el éxito de Orlova no era atribuido, exclusivamente, a su valor pedagógico:

Marina explota su exuberante belleza rubia al máximo: Aparece en su clips de dos minutos con poca ropa, poniendo mala cara y jugando con sus ojos. Este es, sin duda, el principal factor de su éxito. Sin embargo, y pese a que el número de chicas con poca ropa en Internet no tiene límites, no todas ellas se esfuerzan intelectualmente para alcanzar el éxito.

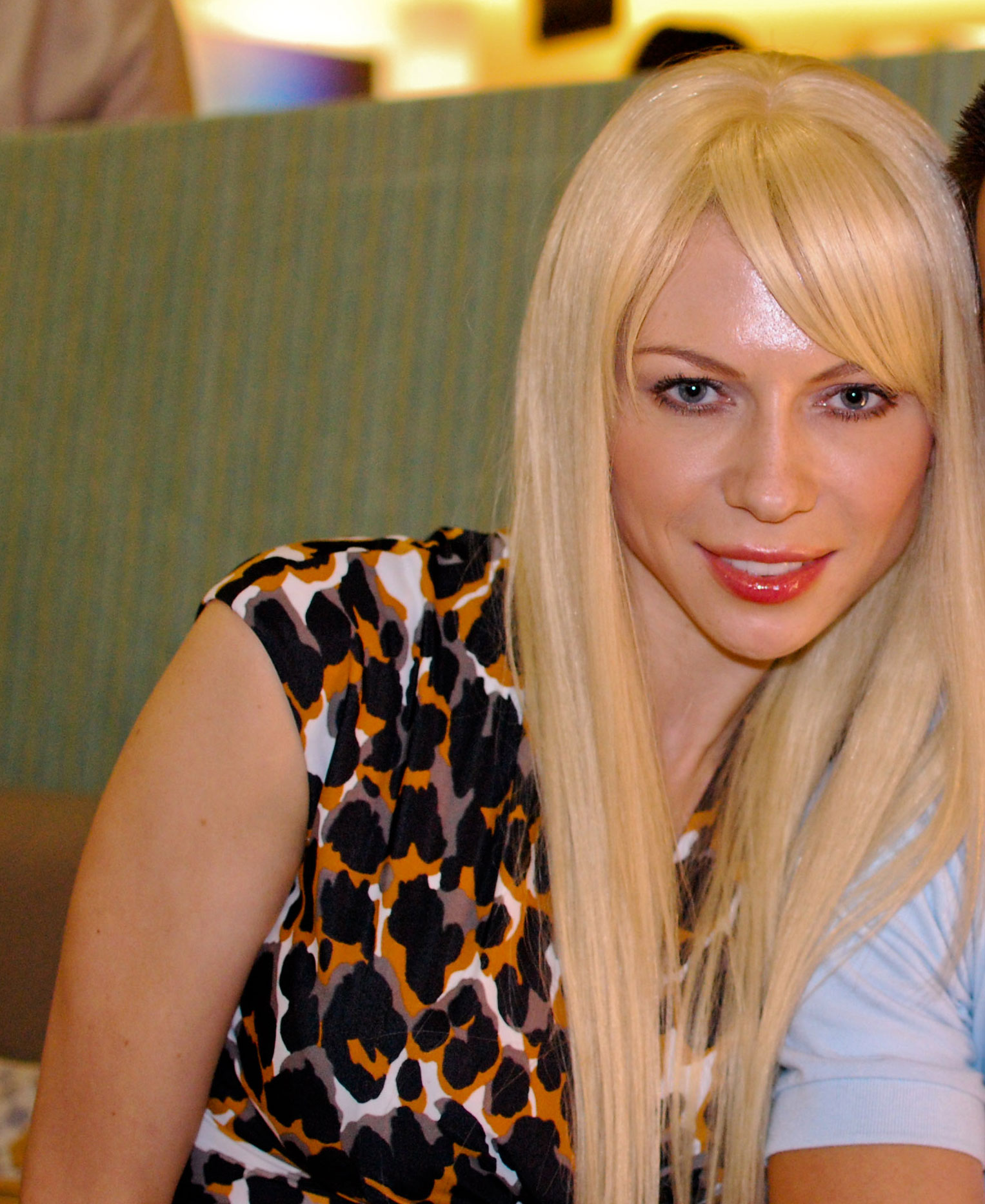
Orlova en enero de 2010.

El canal comenzó a emitirse en 2007 y en 2008 Orlova fue votada "La geek más sexy del mundo" en la revista Wired. G4 TV también incluyó a Orlova entre sus "Mujeres más calientes de la Red" en varias ocasiones, y la revista Cosmopolitan la ha identificado como la "gurú más suscrita de YouTube". Orlova ha aparecido en varios programas de Fox, incluido el O'Reilly Factor y fue presentado en The Medium como una celebridad de Internet en The New York Times Magazine. En junio de 2008, Orlova y el presentador de radio Danny Bonaduce firmó un precontrato con "coComment". En el perfil en G4TV de Orlova indica que recibió dos grados en filología de la Universidad Estatal Lobachevsky de Nizhny Novgorod en 2002 y dio clases de inglés y de literatura mundial a estudiantes de secundaria en Moscú, antes de trasladarse a los Estados Unidos para proseguir sus estudios.
Orlova, al ser preguntada sobre su éxito en internet, aseguró que «¿cómo podría atraer a la gente con palabras? Todos sabemos que el sexo vende». Su canal de Youtube, HotForWords, alcanzó los 238 millones de visitantes entre 2008 y 2009. La filóloga rusa es la responsable de la elaboración de los guiones, así como la grabación de los episodios y la edición de todo el material. Debido al éxito y expansión del canal, Orlova ha decidido buscar un estudio de grabación adecuado.